# جيل إسحاق
جيل إسحاق (بالعبرية: גיל יצחק‏) هو لاعب كرة قدم إسرائيلي، ولد في 29 يونيو 1993 في تل أبيب في إسرائيل. شارك مع منتخب إسرائيل تحت 21 سنة لكرة القدم. أما مع النوادي، فقد لعب مع نادي بني يهودا تل أبيب.

## وصلات خارجية
- جيل إسحاق على موقع الاتحاد الأوربي (الإنجليزية)
- جيل إسحاق على موقع قاعدة بيانات كرة القدم.إي يو (الإنجليزية)
- جيل إسحاق على موقع Soccerway.com (الإنجليزية)